# Prior (motorfiets)
Prior is een historisch motorfietsmerk.
De bedrijfsnaam was: Hercules Werke GmbH, Nürnberg.
Dit was een bekend Duits merk (Hercules Neurenberg) dat in 1904 al motorfietsen bouwde. De in de jaren dertig naar Engeland geëxporteerde exemplaren (motorfietsen en scooters) werden daar onder de naam "Prior" verkocht.